# Leuchtturm Miķeļtornis
Der lettische Leuchtturm Miķeļtornis bzw. Miķeļbāka, früher deutsch „Michelsturm“, ist mit 62 Metern der höchste Leuchtturm im gesamten Baltikum. Er steht im Dorf Miķeļtornis (deutsch Pissen), Gemeinde Tārgale, Region Ventspils und markiert die St.-Michael- oder Michailowskaja-Sandbank. Die Passage der Irbenstraße ist hier wegen der Untiefen der namensgebenden Michailowskaja-Sandbank, Strömungen und zahlreicher Schiffswracks gefährlich.

## Geschichte
Der erste Leuchtturm wurde 1881 gebaut. Wegen des sumpfigen Bodens war der Bauprozess schwierig und wurde erst 1884 abgeschlossen. Der runde Ziegelsteinbau, der auf einem 14,6 Meter hohen rechteckigen Steinfundament stand, war mit einer Höhe von 51,8 Metern schon zu dieser Zeit der höchste Leuchtturm im Baltikum. Der Durchmesser des Turms betrug fünf Meter bei einer Wandstärke von einem Meter. Das Gesamtgewicht der Struktur lag bei 3.200 Tonnen. Erstmals in Betrieb genommen wurde der Leuchtturm am 15. August 1885, als einer der ersten im zaristischen Russland schon damals elektrisch. Neben dem Turm stand ein Generatorhaus. Im Winter wurde anstelle der elektrischen Lichtquelle eine ölbefeuerte Starklichtlampe verwendet. Bereits 1895 traten die ersten Risse am Turm auf. In den Jahren 1896, 1901 und 1902 wurden größere Reparaturen durchgeführt, die die Situation jedoch nicht wesentlich verbesserten.

### Erster Weltkrieg
Im Ersten Weltkrieg wurde 1915 die Beleuchtungs- und Kraftwerksausrüstung abgebaut. Die deutschen Truppen, die das Gebiet besetzten, brauchten einen funktionierenden Leuchtturm und installierten einen AGA-Acetylenbrenner (AGA-Fyren) als Lichtquelle darauf. Während des Krieges erhielt der Turm zwölf Artillerietreffer, was seinen Zustand kritisch machte.

### Lettische Zeit (1918–1940)
Bei starkem Wind begann der Turm zu schwanken und drohte einzustürzen. Deshalb beschloss ein im September 1929 gebildeter Sonderausschuss den Abriss des alten Leuchtturms und einen Neubau. Am 3. Juli 1932 um 16:30 Uhr stürzte der obere Teil des Leuchtturms ein und der untere Teil wurde teilweise zerstört. Als vorübergehende Lösung wurde im Juli 1932 ein 19 Meter hoher hölzerner Leuchtturm gebaut. Der Bau des neuen Leuchtturms aus Stahlbeton begann am 7. August 1933, wurde am 5. Oktober unterbrochen und am 6. April des folgenden Jahres fortgesetzt. Dieser Leuchtturm wurde auf dem alten Fundament errichtet; es war ein 32 Meter hoher zylindrischer Turm auf einem fünf Meter hohen sechseckigen Sockel. Von außen wurde die Struktur mit acht 14 Meter langen Strebepfeilern verstärkt. Die Gesamthöhe des Leuchtturms betrug 53 Meter. Am 26. September 1934 wurde der neue Leuchtturm in Betrieb genommen, der nicht mehr elektrisch befeuert wurde, sondern weiterhin mit einem schwedischen AGA-Beleuchtungsgerät ausgestattet war (Acetylen-Brenner mit einem Gasdruckgerät, das das Licht regelmäßig auf ein Minimum reduzierte). Der Leuchtturm hatte eine 1,76 Meter hohe Fresnel-Linse und ein Sektorfeuer, das je nach Sektor auf See grün oder weiß erschien.

### Sowjetzeit
1941 sprengten die sich zurückziehenden Truppen der Roten Armee diesen Leuchtturm. 1946 wurde ein temporärer hölzerner Leuchtturm mit einer Höhe von 30 Metern installiert. Der heutige Betonturm wurde von dem Ingenieur J. Holands entworfen und 1957  erbaut, was die Inschrift über der Eingangstür dokumentiert. Er hat eine Höhe von 56 Metern. Es wurde ein elektrischer EVM-930-Scheinwerfer eingesetzt. 1986 wurde der Leuchtturm saniert.

### Aktuell

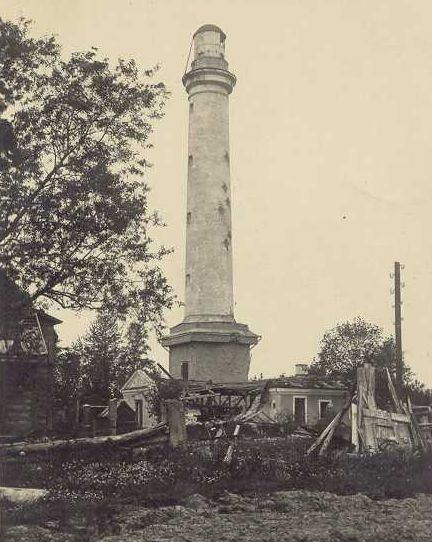
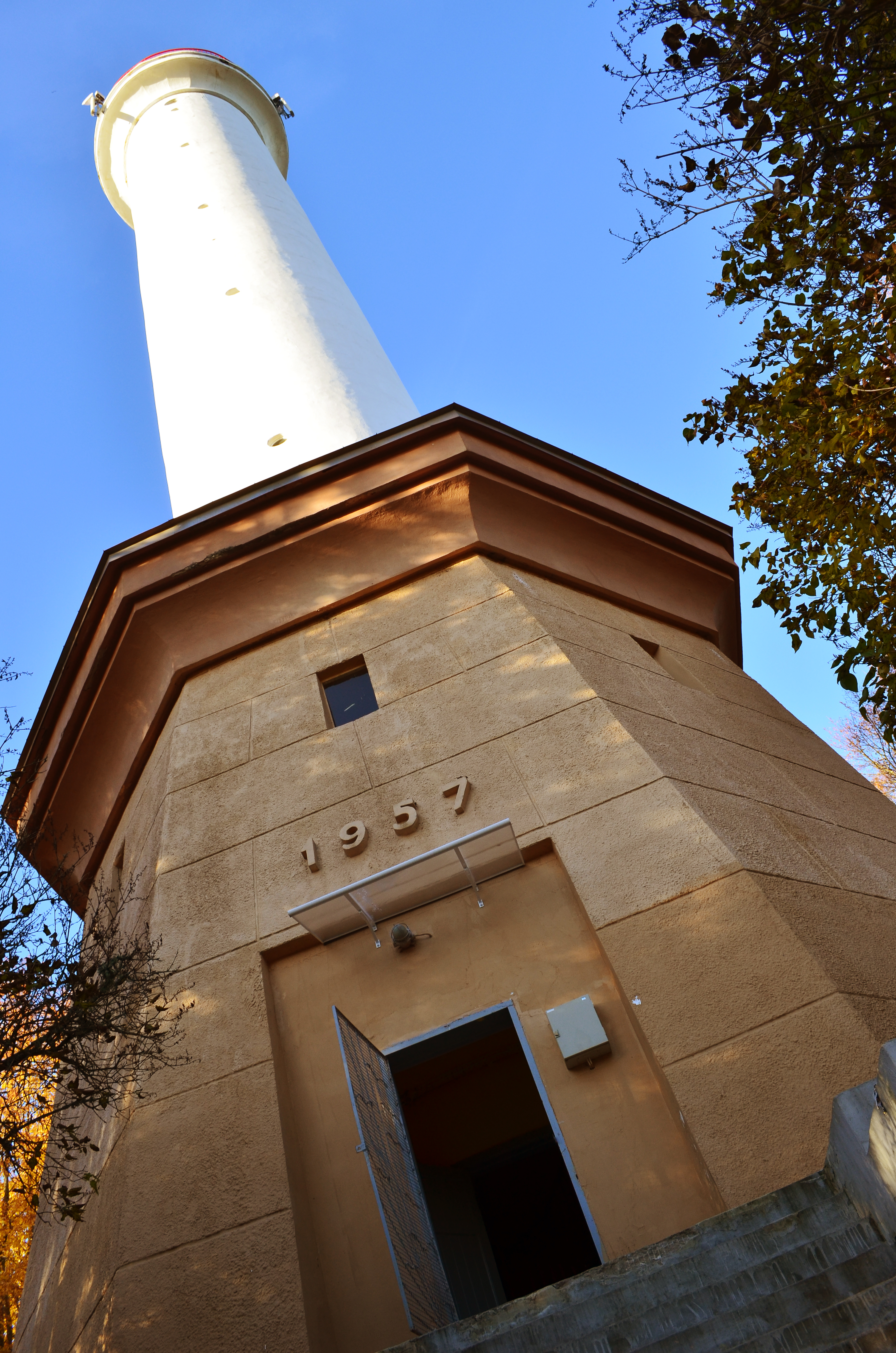
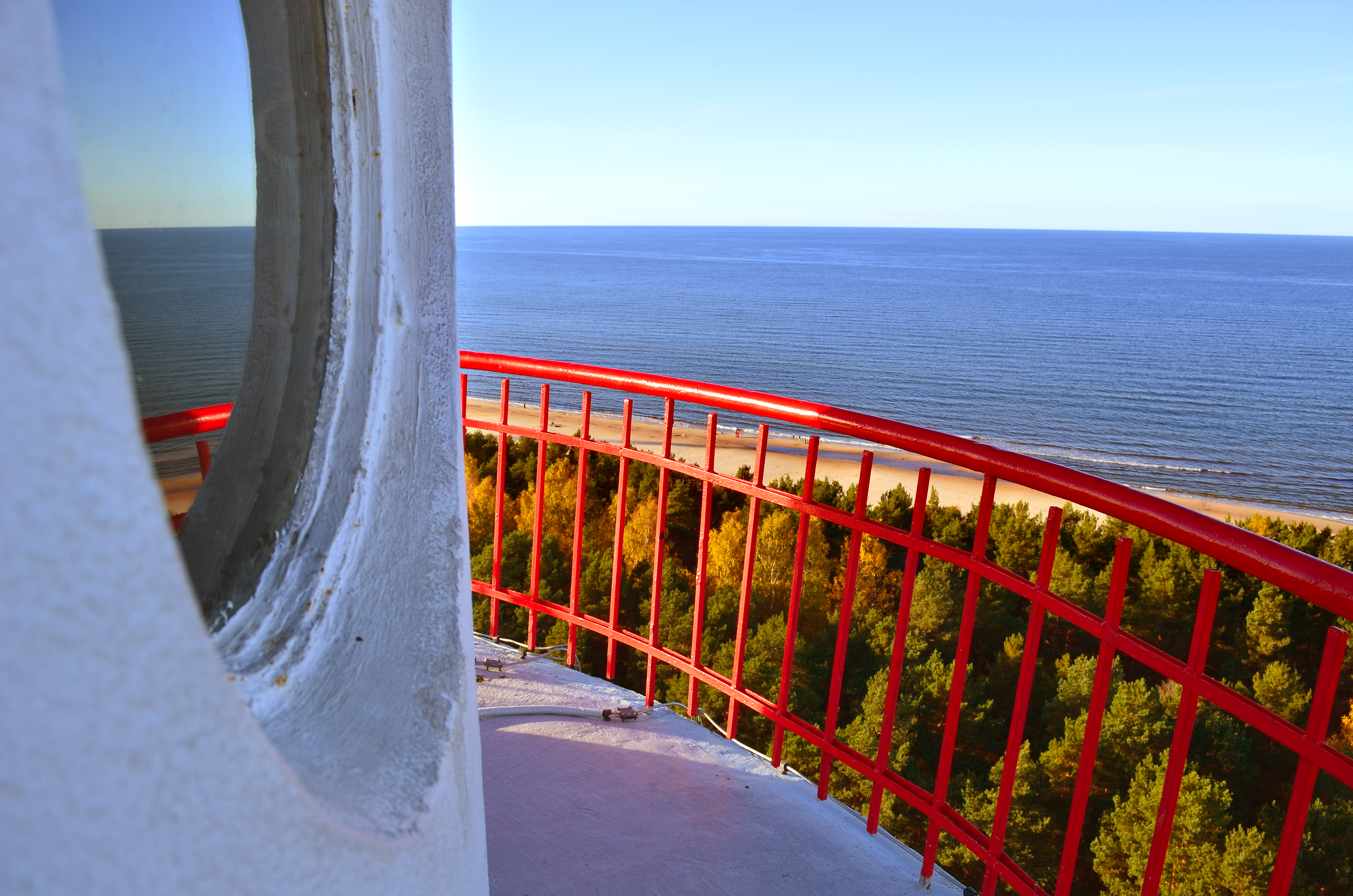
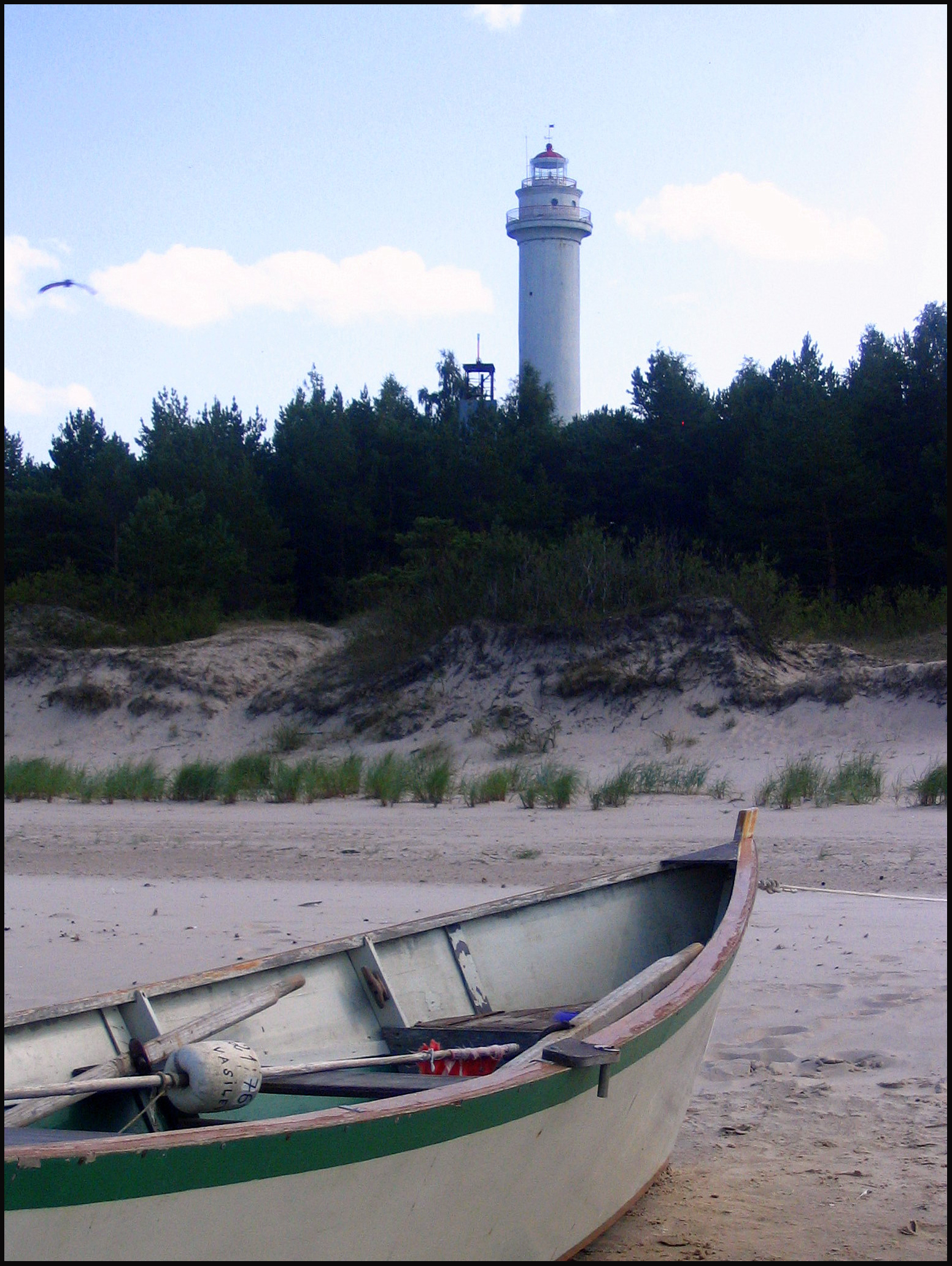

293 Stufen führen zur Spitze des Turms, von wo sich ein Blick auf die umliegende Ostseeküste und bei guter Sicht über das Meer bis zum 35 km entfernten estnischen Leuchtturm Sõrve tuletorn auf der Insel Saaremaa bietet. Anfangs für Besucher geöffnet, wurde der Turm 2019 wegen des schlechten Zustands geschlossen. Ebenfalls am Ufer, ein paar hundert Meter östlich des Leuchtturms, steht ein alter Nautophonmast.